# Belding
Belding es una ciudad ubicada en el condado de Ionia en el estado estadounidense de Míchigan. En el Censo de 2010 tenía una población de 5757 habitantes y una densidad poblacional de 453,45 personas por km².

## Geografía
Belding se encuentra ubicada en las coordenadas 43°5′47″N 85°13′59″O / 43.09639, -85.23306. Según la Oficina del Censo de los Estados Unidos, Belding tiene una superficie total de 12.7 km², de la cual 12.23 km² corresponden a tierra firme y (3.69%) 0.47 km² es agua.

## Demografía
Según el censo de 2010, había 5757 personas residiendo en Belding. La densidad de población era de 453,45 hab./km². De los 5757 habitantes, Belding estaba compuesto por el 95.21% blancos, el 0.35% eran afroamericanos, el 0.45% eran amerindios, el 0.52% eran asiáticos, el 0.05% eran isleños del Pacífico, el 1.58% eran de otras razas y el 1.84% pertenecían a dos o más razas. Del total de la población el 4.99% eran hispanos o latinos de cualquier raza.